# Röslau
Röslau ist eine Gemeinde an der Porzellanstraße im Landkreis Wunsiedel im Fichtelgebirge (Regierungsbezirk Oberfranken). Der gleichnamige Hauptort ist Sitz der Gemeindeverwaltung.

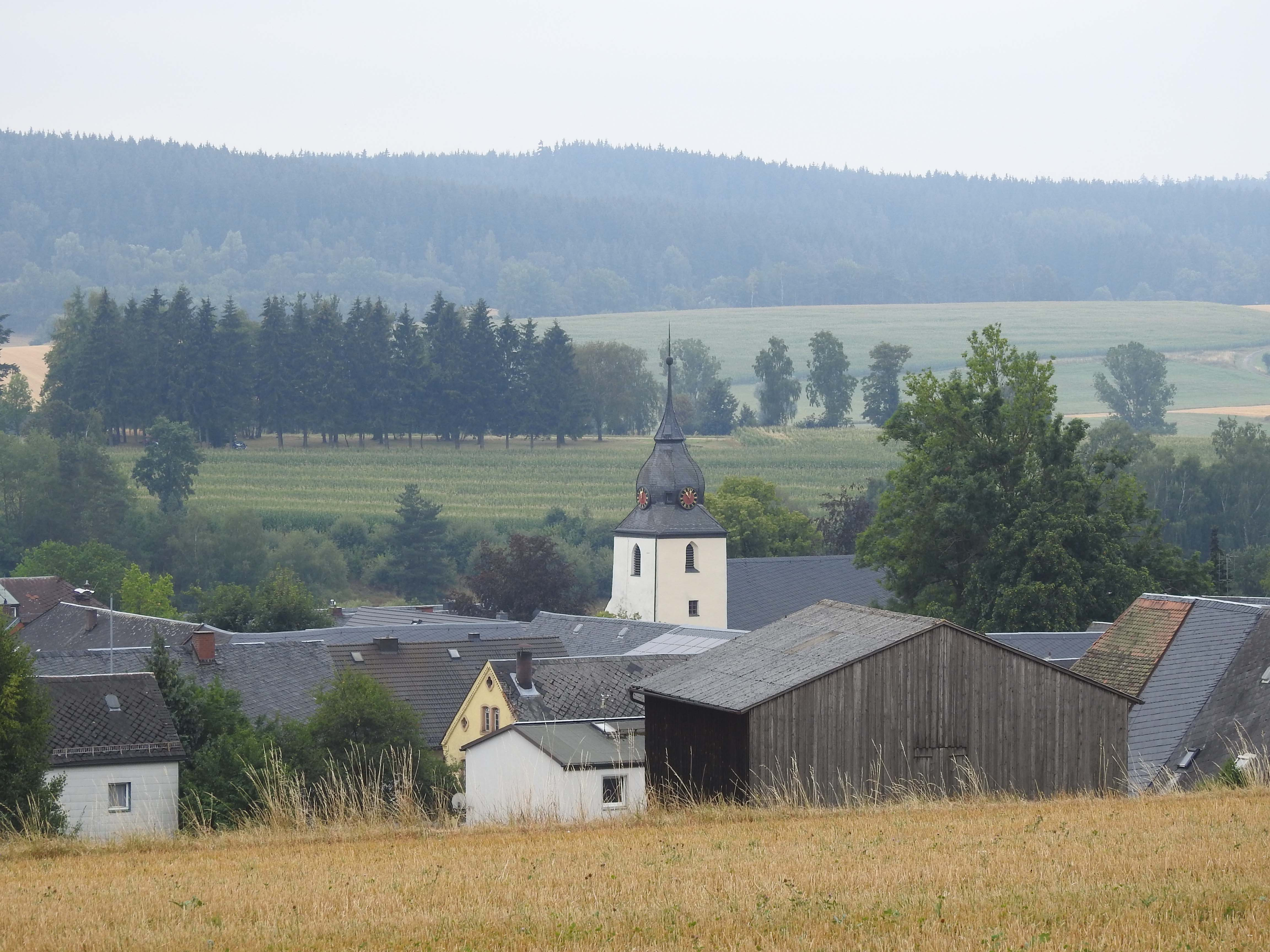
Röslau von Norden

## Geographie
Röslau liegt auf 569 m ü. NHN im Tal der Eger an der Kreuzung der Staatsstraßen 2177 und 2180 und ist geografischer Mittelpunkt des Fichtelgebirges.

### Gemeindegliederung
Es gibt elf Gemeindeteile (in Klammern ist der Siedlungstyp angegeben):
- Bibersbach (Dorf)
- Bödlas (Weiler)
- Brücklas (Dorf)
- Dürnberg (Dorf)
- Grün (Dorf)
- Oberwoltersgrün (Weiler)
- Rauschensteig (Dorf)
- Rosenhof (Einöde)
- Röslau (Pfarrdorf)
- Thusmühle (Dorf)
- Unterwoltersgrün (Weiler)

## Geschichte

### Bis zur Gemeindefusion
Der Ort Rößlein wurde erstmals 1398 im Lehensbuch des Nürnberger Burggrafen Johann III. genannt. 1419 wurde Heinz von Lüchau mit dem Herrensitz belehnt. 1467 kam der Ort an die Herren von Reitzenstein; 1488 ging das Lehen an Wilhelm von Schirnding, der in der Folge den größten Teil von Röslau als Lehen besaß.
1651 wurde das Lehen Oberröslau Philipp von Waldenfels zugesprochen. 1754 erfolgte eine Teilung des Rittergutes Oberröslau, und Mitte des 19. Jahrhunderts kam es in bürgerlichen Besitz.
1826 entstand der Ort Ludwigsfeld, der im Jahre 1925 nach Oberröslau eingemeindet wurde. Durch den Bau der Fichtelgebirgsbahn 1875–1877 siedelten sich bedeutende Industrien an. Von 1907 bis 2000 lag hier der Stammsitz des Porzellanherstellers Gebr. Winterling, und seit 1882 bis heute ist die Marke „Röslau“ ein Begriff für Musiksaiten (vor allem Klaviersaiten) und Federdraht.
Im Jahr 1963 wurde der Name der Gemeinde Grün amtlich in Unterröslau geändert.
Die 600 Jahre alte Gemeinde Dürnberg wurde 1956 nach Oberröslau eingemeindet. Am 1. Januar 1966 erfolgte die freiwillige Zusammenlegung der Gemeinden Oberröslau und Unterröslau.

### Eingemeindungen
Im Zuge der Gebietsreform in Bayern wurden am 1. Januar 1978 Gebietsteile der aufgelösten Gemeinde Neudes eingegliedert.

### Einwohnerentwicklung
Zwischen 1988 und 2018 sank Röslaus Einwohnerzahl von 2734 auf 2146 um 588 Einwohner bzw. um 21,5 %.

## Politik

### Bürgermeister
Erster Bürgermeister ist Heiko Tröger (CSU), der sich bei der Wahl am 8. Oktober 2023 mit 62,38 % gegen den Amtsinhaber und einen weiteren Kandidaten durchsetzte.  Sein unterlegener Vorgänger Torsten Gebhardt (SPD) erreichte 32,32 %.

### Gemeinderat
Der Gemeinderat besteht aus 15 Mitgliedern (Wahlperiode 2020–2026):
- SPD: 5
- FW: 5
- CSU: 5

- CSU 5 Sitze
- SPD 5 Sitze
- Freie Wähler 5 Sitze

Wahlperiode 2014–2020
- CSU 4 Sitze
- SPD 7 Sitze
- Freie Wähler 4 Sitze

### Windpark
2017 errichtete der Wiesbadener Projektentwickler ABO Wind in Röslau einen aus drei Anlagen des Typs GE Wind Energy 2.75-120 bestehenden Windpark mit jeweils 139 Meter Nabenhöhe und 2,75 Megawatt Nennleistung. Während der Bauarbeiten siedelte sich im Umfeld des Windparks ein Seeadlerpärchen an. In der ARD-Sendung W wie Wissen vom 3. September 2016 wurde unter dem Titel „Wie gefährlich sind Windkraftanlagen für Vögel und Fledermäuse?“ kritisiert, dass der Windpark Rotmilane und seltene Seeadler gefährde. Bereits im April 2016 hatten der BUND und der Landesbund für Vogelschutz darauf aufmerksam gemacht: „Windpark Röslau bedroht ersten oberfränkischen Seeadler“ und solle deshalb nicht weiter gebaut werden. Nach einem kurzen Baustopp nahm das Unternehmen trotz Anwesenheit der Seeadler den Bau des Windparks im August 2016 wieder auf.

### Wappen
| Wappen Gde. Röslau | Blasonierung: „In Blau auf goldenem Dreiberg ein steigendes silbernes Einhorn.“ |
| Wappen Gde. Röslau | Wappenbegründung: Seit 1967 führt Röslau dasselbe Wappen, das Oberröslau im Jahre 1928 erhielt. Die ehemalige Herrschaft der Herren von Waldenfels wird durch das Einhorn symbolisiert; der Dreiberg verweist auf die Lage im Fichtelgebirge. |

## Kultur und Sehenswürdigkeiten
- Evangelische Pfarrkirche, baugeschichtlich interessant, Kanzelaltar um 1700
- Zwölfgipfelblick im Norden des Ortsteiles Oberröslau, zentraler Punkt mit Rundblick über das gesamte Fichtelgebirge (zwölf Gipfel)[12]
- Thusfall, 28 Meter hoher Wasserfall der Eger im Thus, nur zum Thusfest zu Pfingsten zu besichtigen (siehe auch: Liste der Wasserfälle in Deutschland)
- Naturlehrpfad Eine Landschaft mit Gebrauchsspuren
- Einhornbrunnen, 1995 von dem Bildhauer Wolfgang Stefan geschaffen.
- Eine Grabstätte mit Gedenkstein auf dem Friedhof erinnert an vier KZ-Opfer, die in der NS-Diktatur umkamen.[13]

## Wirtschaft und Infrastruktur
Röslau ist Sitz der Stahl- und Drahtwerk Röslau GmbH, eines Herstellers von Federstahldraht und Marktführer von Musiksaiten für Flügel und Klaviere. Im Jahr 2001 wurde die Firma Druckfederntechnik Röslau (DFTR) in Gebäuden der ehemaligen Porzellanfabrik der Gebr. Winterling gegründet, sie ist eine Niederlassung der Scherdel GmbH und beschäftigt derzeit über 200 Mitarbeiter.

## Verkehr
Der Haltepunkt Röslau befindet sich an der Bahnstrecke Weiden–Oberkotzau.

## Persönlichkeiten
- Johann Christian Wirth (1756–1838), Pfarrer in Oberröslau 1818–1836

### Söhne und Töchter der Gemeinde
- Erich Beyreuther (1904–2003), lutherischer Theologe
- Ernst Riedelbauch (1922–1997), Motorradrennfahrer
- Kurt Gebhardt (1929–1997), Politiker
- Marianne Glaßer (* 1968), Schriftstellerin